# Chlorophytum ramosissimum
Chlorophytum ramosissimum är en sparrisväxtart som beskrevs av Inger Nordal och Mats Thulin. Chlorophytum ramosissimum ingår i släktet ampelliljor, och familjen sparrisväxter. Inga underarter finns listade i Catalogue of Life.